# Castegnato
Castegnato ist eine norditalienische Gemeinde (comune) mit 8372 Einwohnern (Stand 31. Dezember 2023) in der Provinz Brescia in der Lombardei. Die Gemeinde liegt etwa 9 Kilometer westnordwestlich von Brescia.

## Geschichte
Der Ort stand lange unter der Herrschaft des Klosters der heiligen Julia in Brescia.

## Verkehr
Castegnato liegt an der Autostrada A4 von Turin nach Triest. Ein Anschluss besteht nicht. Durch die Gemeinde führt die Strada Statale 11 Padana Superiore. Ein Haltepunkt besteht an der Bahnstrecke Brescia–Iseo–Edolo.